# Alexiade
De Alexiade (Grieks: Ἀλεξιάς) is een middeleeuws historisch en biografisch boekwerk dat omstreeks het jaar 1148 geschreven is door de Byzantijnse prinses Anna Komnene, de dochter van keizer Alexios I Komnenos. In de Alexiade beschrijft Anna Komnene haar vaders politieke en militaire geschiedenis. Het werk is geschreven in Attisch Grieks.

## Inhoud
De Alexiade bestaat uit vijftien verschillende boeken en een proloog. Historicus Peter Frankopan deelt deze in vijf verschillende delen in:
1. De Normandische aanvallen op het Byzantijnse Rijk onder leiding van Robert Guiscard (boek 1 t/m 6)
2. De Byzantijnse relaties met de Turken (boeken 6, 7, 9, 10, 14, 15)
3. Invallen van de Petsjenegen aan de noordelijke grens van het Byzantijnse Rijk (boek 7 en 8)
4. De Eerste Kruistocht en de Byzantijnse reactie (boek 10 en 11)
5. Aanvallen op de Byzantijnse grenzen door Robert Guiscards zoon, Bohemund I van Antiochië (boek 11 t/m 13)

## Kritiek
Het werk van Anna Komnene wordt door critici gezien als sterk bevooroordeeld, vervormd en eenzijdige beschouwing van haar vaders regering en in het specifiek de eerste kruistocht. De Alexiade is een van de weinige Byzantijnse bronnen over de Eerste Kruistocht. Johannes Zonaras besteedde er in zijn werk slechts twintig regels aan en daardoor is de Alexiade een belangrijke bron over deze gebeurtenis. Door het ontbreken van een goed Byzantijns alternatief is het moeilijk voor historici om de interpretaties die Anna Komnene in haar werk geeft te duiden.

## Nederlandstalige uitgave
- Anna Komnene. Het verhaal van Alexios, vertaald en ingeleid door M.A. Wes (Uitgeverij Voltaire, 's Hertogenbosch, 2001, ISBN 90-5848-027-5).